# Periszkóp Rádió
A Periszkóp Rádió (röviden: Peri) egy nonprofit kisközösségi rádió. Zömében réteg- és kortárs zenei műsorokat sugároz, valamint nem titkolt célja befogadni mindazon zenei szélsőségeket, melyek Magyarországon kikerültek a médiából. Székhelye Pécsett van, műsorkészítői azonban a profilból adódóan távoli városokból és külföldről is küldenek adásokat.

## Története
A rádió előzményei a pécsi Szubjektív, Ex-Szubjektív, Publikum és GFM rádiók. Ezek egyazon frekvencián, a 101.2 mhz-en műsort sugárzó, nagyjából egyazon közösséget takartak. A GFM megszűnése után maradt űrt ugyanezen a frekvencián már nem lehetett betölteni, ugyanis 2005-ben elindult a Mediterrán rádió; viszont a kisközösségi rádiók megjelenésével együtt 2004-ben elindult az istenkúti Remete Rádió, majd 2006. júniusában pedig a Periszkóp.
A rádió igen kicsiny, mindössze 1 km sugarú vételkörzettel rendelkezik, ráadásul Pécs nemigen sűrűn lakott, ellenben frekventált részén, a belvárosban. Mindezen jellege befolyásolja műsorainak és akcióinak eredményességét.
A rádió stúdiója 2012-ig, az egykori Közelítés galéria (Mátyás kir. u. 2.) egyben kiállítóterem, közösségi tér és olvasóterem is.
A Periszkóp 2013 december 31-ig a Kanta Bár földalatti közösségi helységében működött - jelenlegi otthona a PTE-MK Média- és Alkalmazott Művészeti Intézetének alagsora.

### Párhuzamos tevékenységek
A stúdiónak otthont adó galéria egyben kiállítótér és közösségi események (filmklub, rádiókoncert) helyszíne, valamint a Moiré vándorkönyvtár befogadója. A rádió mindamellett folyóirat megjelentetést is folytat (OTT digitáliszenei periodika), programozói forrásokat közöl (Makramé), bulvártevékenységét alkalmi periodikában fejti ki (Periszkóp Bulvár Magazin) és hanglemezeket jelentet meg (Dióbél kiadó) valamint -többek között- alkalmat adott egy sikeres sportközvetítő-hálózat elindulásának (Sopianaesport) is.

### Eredmények
Az alakulás óta elért eredmények a hallgatottság növekedésében nem mérhetők. A vételkörzet kicsiny jellege miatt a rádió által lebonyolított akcióik eredményein keresztül mérhetők az ismertség jelei. Mindezek alapján elmondható, hogy a felvállalt szűk metszetben a Periszkóp Rádió mint közösségi rádió a műsorkészítők és aktivisták közösségét képviseli, megújulásának motorja pedig a hallgatók bevonása a műsorkészítés ill. szervezés folyamatába.

### Akciók
A rádió akcióin keresztül a kezdetektől fogva részese a pécsi művészeti és alternatív kultúrának. Néhány kiemelt esemény:
- 2006. 1.5km2 utcazenei akció
- 2006. június 24-25. Bartók összes felvétele egyben[halott link]
- 2007. június Upgrade kísérleti zenei és táncműhely[halott link]
- 2008. Szabad frekvencia napja
- 2008-2010. Alkotótelepek a PTE-MK Média- és Alkalmazott Művészeti Intézetével közös szervezésben
- 2010. Placcc / Lakáskalandtúra: Urán90
- 2010-11. Médiatörvény-zárószavazás remixpályázat és egyéb demonstrációk

### Fenntartás, működés
A rádió fenntartása az alábbiak szerint vált lehetségessé:
- 2005: Moiré Egyesület egyéni felajánlások
- 2006-2010: ORTT Alap NPREZSI pályázata, NCA, Visegrádi Alap pályázatok
- 2011: Moiré Egyesület valamint műsorkészítők tagdíj-felajánlásai

A rádió 2011-ben politikai függetlenségének megőrzése miatt önként ill. kényszerből lemondott állami eredetű támogatásairól. A rádió jelenleg fizetésképtelen.

## Műsorrend
A rádió napi 24 órában sugároz, ennek harmadrészében élő, további részeiben előre- ill. távprogramozott válogatások szólnak. A műsorok heti ismétlésben jelennek meg, beosztásukat a műsorrend jelzi. 

## Műsorkészítők
- Andorásvitéz (Literaturista; Darkománia)
- Andrea (Virginal)
- Bagoly (New Experience)
- Banyek (VBR)
- Baldan (TNBM)
- Bernadett (Literaturista)
- Csermanek Csabi (Hangok közt két férfi)
- Czinky (A mi műsorunk)
- Emisy (Zemese)
- Erazmus (több műsor)
- Gelibali (Posztó Rokka)
- Godsdog (Majomház)
- István (B-oldal)
- Jimlemon (Pécsi szál)
- Judit (Medbiotech / Poly-hisztor)
- Korányi Tamás (Hangtöredékek)
- Mate és M'Ill (Minimálcsütörtök)
- Lovas Peti (Csendek közt)
- Matyi (M_spot)
- Mindyakuza (Csalóka hangfény)
- Nyúl (Betegszoba)
- Piotr (Freak Out!)
- Psychowboy (Herrgottmorrgott)
- Rion (Bass Drive)
- Rockfater (Radio Freedom)
- Rudeboy (Amazing peri man; Moshing Academy)
- Shop aka dubshade (The Jack Kitchen Show)
- Sick (Gyárvárosi mesedélután)
- Sowjet (Totentanz Totentanz)
- Steiner
- Szab (Grund.pont)
- Szakács Zoltán és tsai. (Ghetto Radio)
- Tedor + Kiss László (Szinusz)
- Vadász Csaba (Terefere)
- Venom és mc Dózi (Suppasoul  suppasoul)
- VV (Radio Freedom)
- Woltron (Sabotage project)
- Xrc (Citromutca + nappali kortárs/zajzenei blokkok)